# Ходзё Ёситоки
Ходзё Ёситоки (яп. 北条義時,ほうじょうよしとき; 1163 — 1 июля 1224) — японский военный и государственный деятель периода Камакура, глава рода Ходзё. Сиккэн (регент) и фактический правитель Японии в 1205—1224 годах.

## Жизнеописание
Происходил из рода Ходзё. Старший сын и преемник Ходзё Токимасы (1138—1215), первого сиккэна (регента) (1203—1205). Получил классическое образование, прекрасно владел оружием. В 1180 году, с началом новой войны между кланами Минамото и Тайра, поддержал своего шурина Минамото-но Ёритомо. Участвовал в борьбе против Тайра-но Мунэмори (1147—1185). В 1182 году женился. В 1184 году Ходзё Ёситоки отличился в войне против Минамото-но Ёсинака. В 1185 году Ходзё Ёситоки сражался в армии под руководством Минамото-но Нориёри в битве при Данноура. После победы рода Минамото вошел в бакуфу (правительства) сёгуна Минамото-но Ёритомо. В 1189 году Ходзё Ёситоки участвовал в битве при Осю. В 1190 году он вошел в палату советников.
После смерти в 1199 году Минамото-но Ёритомо Ходзё Ёситоки вошел в регентского совета при новом сёгуне Минамото-но Ёрииэ. Долгое время поддерживал отца в деле усиления влияния рода Ходзё. Способствовал свержению Минамото-но Ёрииэ и передачи власти новому сёгуну Минамото-но Санэтомо в 1203 году. Однако в том же году выступил против намерения отца казнить Хатакеяму Сигэтаду, что вызвало конфликт между Токимасой и Ёситоки. В 1204 году Ёситоки организовал заговор против Хирага Томомасу, который погиб. В 1205 году вместе со своей сестрой Масако Ходзё Ёситоки заставил своего отца отречься должности сиккэна.
Ходзё Ёситоки пытался проводить политику, направленную на укрепление своего собственного влияния среди самураев, но встретил сопротивление со стороны ряда влиятельных военных родов. В 1213 году Ходзё Ёситоки спровоцировал на заговор против себя голову самурайского ведомства самурай-докоро Ваду Ёсимори. Заговор был раскрыт, а Ходзё Ёситоки расширил свои владения за счет конфискованных земель заговорщиков. К тому же Ходзё Ёситоки объединил руководство над ведомствами мандокоро и самурай-докоро. В 1217 году Ходзё Ёситоки был назначен губернатором северной провинции Муцу.
В 1218 году Ходзё Ёситоки предложил бывшему императору Го-Тоба сделать новым сёгуном сына императора — принца Нагахито, но император не дал на это определённого ответа. В 1219 году сёгун Минамото-но Санэтомо был убит. Тогда вместе с сестрой Масаки Ёситоки объявил новым сёгуном внука сестры Ёритомо — Кудзю Ёрицуне (1226—1244), сменившего имя на Фудзивара-но Ёрицунэ. От последнего он получил право личной подписи под документами правительства сёгуната (бакуфу). В 1221 году император Го-Тоба объявил Ходзё Ёситоки своим врагом и узурпатором, с целью сделать новым сёгуном своего сына. Эта война получила название Смута годов Дзёкю. Однако военные действия были не продолжительны, благодаря активным действиям Ходзё Ёситоки, который разбил своих противников, а затем захватил Киото. По приказу Ёситоки император Го-Тоба был сослан на остров Оки.
В 1224 году Ходзё Ёситоки умер после продолжительной болезни. На момент смерти Ёситоки власть клана Ходзё в Японии значительно укрепилась. Должность сиккэна унаследовал старший сын — Ходзё Ясутоки (1183—1242), правивший в 1224—1242 годах.